# نهر قم
نهر قم أو قم رود (بالفارسية: رودخانه قم‌رود) هو نهر كبير في إيران تنبع مياهه من جبال زاغروس وتلالها وتصب في بحيرة نمك. يتدفق نهر قم عبر مدينة قم، ويصل طوله مع نهر قاره سو إلى حوالي 400 كم (250 ميل). يتقلب مستوى المياه بشكل كبير، بين 312 متر مكعب/ثانية و4 متر مكعب/ثانية فقط. ويرجع هذا جزئيًا إلى تأثير استخدام مياه نهر قم للري.
في عام 2014، صنف معهد الموارد العالمية حوض قم على أنه "مرتفع للغاية" من حيث الإجهاد المائي